# Wishful Thinking
Wishful Thinking es el álbum debut de la banda galesa de pop punk Neck Deep. El vocalista Ben Barlow conoció al guitarrista Lloyd Roberts Roberts cuando estaba trabajando con el hermano de Barlow, Seb. Después de publicar una canción bajo el nombre de artista Neck Deep, la canción ganó la atención. Esta atención dio como resultado la obtención al dúo del guitarrista Matt West, el baterista, Dani Washington, y el bajista Fil Thorpe-Evans. La banda lanzó dos EPs, Rain in July (2012) y A History of Bad Decisions (2013). En marzo de 2013, la banda comenzó a grabar material en celestial Recording (así denominado al ático de Ben Barlow)donde grabaron guitarra, bajo y voz. Posteriormente, el grupo se trasladó al Outhouse Studio, en Reading, donde grabaron los tambores. El material fue producido por Seb Barlow y la banda. A mediados de agosto, el grupo había firmado con Hopeless, y para finales de agosto, se anunció que el álbum ya había sido grabado.
"Crushing Grief (No Remedy)" fue lanzado como sencillo en octubre de 2013. A raíz de esta la banda tuvo una gira por el Reino Unido y Australia. "Growing Pains" fue lanzado como sencillo en diciembre. A principios de enero de 2014 se puso a disposición Wishful Thinking , y el grupo realizó una gira como cabeza de cartel por Reino Unido. El álbum fue lanzado una semana después. El éxito del álbum resultó que la banda pasó de "tiempo parcial divertido", como lo llamó Barlow, a una cosa de tiempo completo. También, Thorpe-Evans, West y Roberts renunciaron a sus trabajos, Washington rechazó un lugar en la Academia de Música Contemporánea, y Barlow se retiró de la universidad. "Losing Teeth" fue lanzado como sencillo en julio.

## Antecedentes
El vocalista Ben Barlow conoció al guitarrista Lloyd Roberts Cuando el hermano mayor de Barlow, Seb, fue a la grabación de la banda Chapiteles. En el momento Barlow escribía canciones pop punk por diversión. El dúo publicó la canción "What Did You Expect?" en línea con el nombre Neck Deep. "What Did You Expect?" pronto se ganó la atención en línea. Esto dio lugar a que el dúo añadiera al guitarrista Matt West, que también toco en Spira, y al batería Dani Washington, que estaba al tanto de la escena musical local en Wrexham. El bajista Phil Thorpe-Evans se unió poco después de salir de la banda de post-hardcore climates. la banda grabó canciones con Seb Barlow en el ático de la casa de Ben. la banda lanzó un EP, Rain in July, en septiembre de 2012, bajo el sello discográfico We Are Triumphant.
la banda firmó con Hopeless en agosto de 2013. Firmar con el sello era "un sueño hecho realidad" para la banda.

## Composición y grabación
Todas las canciones que se presentará en Wishful Thinking se han escrito durante el verano con casi todos ellos acreditados a Neck Deep. "Crushing Grief (No Remedy)" fue acreditado a la banda y Seb Barlow. la banda "trabajó muy duro" en septiembre para hacer un disco que llegue a un alto nivel por los álbumes de otros artistas que Hopeless han dado a conocer. colaborador de rock Sound, Rob Sayce, señaló que el álbum fue influenciado por Nothing Personal de All Time Low (2009). Sayce escribió que la banda "británica de pop-punk dio un disparo en el brazo, basándose en el brillo de producción de 'Nothing Personal'". "Losing Teeth" se trata de Barlow y sus amigos recogiendo sus propios futuros. "Growing Pains" fue el primer intento de la banda en la "diversidad hemos tratado de poner en práctica", según funcional Thorpe-Evans. Thorpe-Evans mencionó que el grupo sintió la canción como que "tiene un toque de originalidad y singularidad"cuando se compara con las publicaciones anteriores.
Después de una gira con Attention Thieves que finalizó en marzo de 2013, la banda fue a grabar en el ático de Barlow, que fue apodado celestial Recording. El material grabado aquí fue producido y dirigido por la banda y Seb Barlow. En celestiales recording, la banda grabó la guitarra, bajo y voz. los tambores se registraron en Outhouse Studio, situado en Reading. Aquí, Ben Humphreys ayudó con la grabación y la ingeniería. "What Did You Expect?" fue regrabada para su inclusión en el álbum como grupo. El álbum fue mezclado por Jordan Valeriote en el Sundown Studio en Guelph, Canadá, mientras que la masterización fue realizada por Troy en Glessner Espectro Mastering en Seattle, Washington. el 25 de agosto, se anunció que el álbum fue "terminado, Mezclado, masterizado y entregado" a Hopeless. la banda "no podría estar más feliz con los resultados" y sus fanes en espera a oír de él.

## Lanzamiento
"Crushing Grief (No Remedy)" fue lanzado como sencillo el 29 de octubre de 2013. Un día después se anunció el álbum. Neck Deep tuvo una gira The Wonder Years en el Reino Unido a mediados de noviembre. a finales de noviembre la banda tuvo una gira por Australia. "Growing Pains", fue lanzado como sencillo el 17 de diciembre. un vídeo musical para la canción fue puesto en libertad el mismo día, que fue dirigida por el AMOR vis-Art, el video parodia la cultura popular de 1990 , en torno a "temas simples y universales que cualquier persona puede relacionarse con: la adolescencia, el amor y la amistad". el 7 de enero, el álbum se puso a disposición para la transmisión. un día después, la banda comenzó una gira como cabeza de cartel en el Reino Unido. Durante la gira de la banda tenían dos espectáculos para celebrar el lanzamiento del álbum, una en Wrexham y el otro en Londres. el 14 de enero fue lanzado a través de las Hopeless. la banda más tarde reveló que si ellos no firmaron con Hopeless, iniciarían el auto-lanzanmiento del álbum.
El éxito del álbum hizo que Thorpe-Evans, West y Roberts dejen sus puestos de trabajo, el baterista Dani Washington rechazo un lugar en la Academia de Música Contemporánea y Barlow abandono la universidad. A finales de enero y principios de febrero en 2014 la banda teloneo We Are the in Crowd en el Reino Unido. Entre finales de febrero y principios de abril, el grupo recorrió los EE. UU. junto a Light Years y Knuckle Puck. a mediados o finales de abril, el grupo recorrió el Reino Unido con climas como el acto de apoyo. "Losing Teeth" fue lanzado como sencillo el 2 de julio, un video musical fue lanzado para la canción en el mismo día. el vídeo se filmó de nuevo en mayo. la banda tocó en la edición 2014 del Warped Tour. en septiembre, la banda realizó una gira coprotagonizada con State Champs en Australia. en octubre y noviembre, la banda teloneo a Real Friends en su gira por los Estados Unidos.

## Recepción
Wishful Thinking alcanzó el número 108 en la lista de álbumes del Reino Unido. Logró el número 2 en los discos de Rock & Metal y las listas de Record Store. También se alcanzó el número 6 en el álbum Independent chart, y en el 14 en la lista de álbumes independientes. en los EE. UU., el álbum trazado en los Heatseekers Billboard el número 3, y en el 35 en la lista de álbumes independientes.  El álbum fue incluido en Noisecreep "lanzamiento más esperado de enero de 2014" lista. El álbum fue incluido en el número 27 en rock Sound de "Los 51 más esenciales álbumes punk pop de todos los tiempos" lista. La era álbum incluido en el número 15 en el "Top 50 discos del año" lista de rock Sound.  el álbum se destacó por "su Importancia" que "no puede ser exagerada" debido al bajo número de bandas de punk pop del Reino Unido. el álbum fue incluido en el número 30 de "los 50 mejores discos de rock 2014" lista de Kerrang! 's. 

## Lista de canciones
Todas las canciones escritas por Neck Deep,, a excepción de "Crushing Grief (No Remedy)" escrita por Neck Deep y Seb Barlow.
| N.º   | Título                       | Duración |  |
| 1.    | «Losing Teeth»               | 2:59     |  |
| 2.    | «Crushing Grief (No Remedy)» | 2:56     |  |
| 3.    | «Staircase Wit»              | 3:10     |  |
| 4.    | «Damsel in Distress»         | 3:22     |  |
| 5.    | «Zoltar Speaks»              | 2:56     |  |
| 6.    | «Growing Pains»              | 2:56     |  |
| 7.    | «Say What You Want»          | 1:01     |  |
| 8.    | «Mileage»                    | 2:39     |  |
| 9.    | «Sweet Nothings»             | 2:42     |  |
| 10.   | «What Did You Expect?»       | 3:16     |  |
| 11.   | «Blank Pages»                | 3:13     |  |
| 12.   | «Candour»                    | 3:17     |  |
| 34:27 |                              |          |  |

## Posicionamiento en lista
| Lista (2014)                        | Posición |
| ----------------------------------- | -------- |
| UK Albums Chart                     | 108      |
| UK Independent Album Chart          | 14       |
| UK Independent Album Breakers Chart | 6        |
| UK Record Store Chart               | 2        |
| UK Rock & Metal Albums Chart        | 2        |
| US Billboard Heatseekers Albums     | 3        |
| US Billboard Independent Albums     | 35       |